# Amt Ortrand

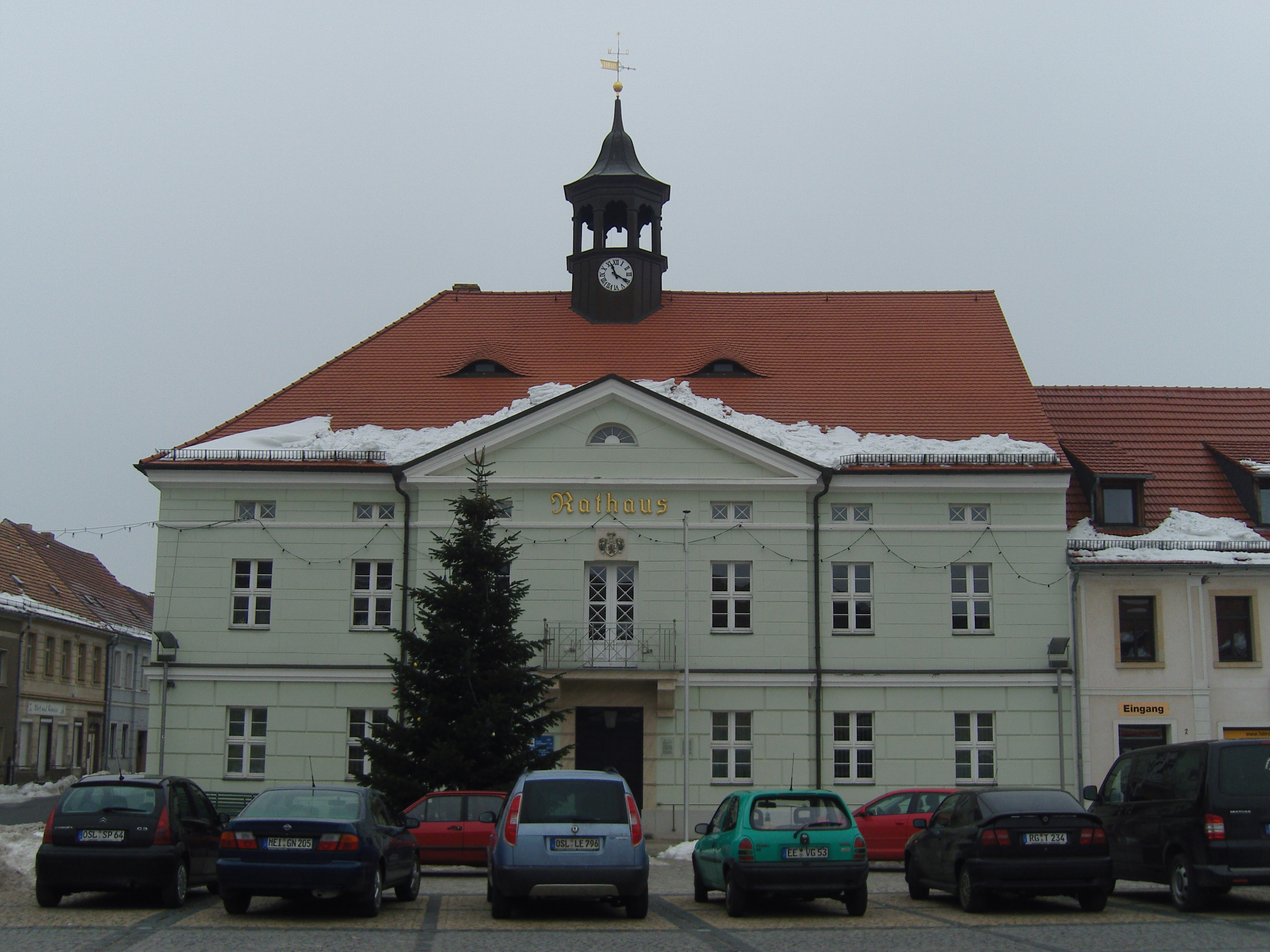
Ortrands rådhus

Amt Ortrand är ett kommunalförbund (Amt) i förbundslandet Brandenburg i Tyskland, beläget i södra delen av Landkreis Oberspreewald-Lausitz. Huvudort och administrativt säte är staden Ortrand. Övriga ingående kommuner är Frauendorf, Grosskmehlen, Kroppen, Lindenau och Tettau. I Amt Ortrand bor sammanlagt 6 271 invånare (2012) på en yta av 76,95 km².